# Joaquim Baptista
Joaquim Manuel dos Santos Baptista é um político português, natural do concelho da Murtosa, freguesia da Torreira, que assume, desde 2011, o cargo de Presidente da Câmara Municipal da Murtosa, representando o Partido Social Democrata.
Nascido a 7 de outubro de 1969, é licenciado em Produção Agrícola pela Escola Superior Agrária de Coimbra.

## Vida política
Joaquim Baptista assume as primeiras funções políticas em 1993, ao nível da Junta de Freguesia da Torreira, enquanto secretário, até 1997.
Em 1998, com apenas 29 anos, torna-se Vice-Presidente da Câmara Municipal da Murtosa, sendo eleito pelas listas do Partido Social Democrata.
Exerce funções enquanto Vice-Presidente até 2011, quando assume a Presidência do Município, a meio do mandato do Presidente António Maria dos Santos Sousa, que cessara funções.
Nas Eleições Autárquicas de 2013, obtém, enquanto cabeça de lista pelo Partido Social Democrata, uma esmagadora vitória, com 70,92% dos votos para a Câmara Municipal, mais 4,62% do que o resultado anterior do partido. O Partido Social Democrata consegue 4 mandatos, ficando o Partido Socialista com 1 mandato.
Nas Eleições Autárquicas de 2017, melhora o resultado notável de 2013, com 72,35% dos votos, permitindo ao Partido Social Democrata manter os seus 4 mandatos, permanecendo o Partido Socialista com 1 mandato.
Nas Eleições Autárquicas de 2021, alcança nova vitória, desta feita com 71,10% dos votos, equivalentes aos mesmos 4 mandatos, ficando o Partido Socialista com 1 mandato.
Nos seus mandatos enquanto Presidente da Câmara Municipal da Murtosa, destacam-se as seguintes obras:
- Reabilitação de edifícios históricos do concelho:
  - antigos Paços do Concelho, atual Casa das Gerações - Biblioteca Municipal da Murtosa[5][6]
  - edifício do Centro Recreativo Murtoense - Club de Pardelhas[7]
  - antiga Escola Primária de Pardelhas-Monte, atual Oficina de Artes[8][9]
  - Assembleia de Theatro da Torreira[10]
  - antiga fábrica da empresa conserveira COMUR, atual COMUR - Museu Municipal da Murtosa[11][12]
  - Estaleiro-Museu do Monte Branco[13][14]

- Reabilitação da Escola Primária do Monte, na freguesia do Monte, e da Escola Primária de São Silvestre, na freguesia do Bunheiro, e conversão das mesmas no Centro Escolar do Monte e no Centro Escolar de São Silvestre, respetivamente
- Construção do novo Centro de Saúde da Murtosa[15]
- Construção de eixos rodoviários estruturantes do concelho, como a rua Dr. Raúl Vaz e a ligação da rua António Vieira Pinto ao Parque Municipal da Saldida[16]